# Kurtziella perryae
Kurtziella perryae é uma espécie de gastrópode do gênero Kurtziella, pertencente a família Mangeliidae.